# Sciora
Sciora to masyw w paśmie Bergell, w Alpach Retyckich. Leży w południowej Szwajcarii, w kantonie Gryzonia. Masyw ten jest jednym z najbardziej okazałych grup skalnych w środkowych Alpach.
Sciora rozciąga się z południa na północ. Należą do niej:
- Sciora di Dentro 3275 m
- Ago di Sciora 3205 m
- Pioda di Sciora (lub Punta Pioda) 3238 m
- Sciora di Fuori 3169 m
- Scioretta 3046 m

Najważniejsze cechy tego masywu to:
1. jest zbudowany głównie z granitu,
2. po stopnieniu śniegu odsłania się warstwa luźnego kamienia co utrudnia wspinaczkę,
3. wejścia na szczyty trwają stosunkowo długo, a zejścia jeszcze dłużej,
4. wszystkie drogi wspinaczkowe przedstawiają pewne trudności (z wyjątkiem niektórych nowych dróg na Pioda di Sciora i Sciora di Fuori).